# 猎杀本·拉登
是一部于2012年12月上映的美国驚悚電影，由凯瑟琳·毕格罗执导、马克·鲍尔编剧，2009年奥斯卡最佳影片《拆弹部队》即是两人合作的佳作。主演是潔西卡·崔絲坦、馬克·史壯、艾格·拉米瑞茲和喬爾·埃哲頓。

## 剧情
讲述911事件发生之后，美国中央情报局女探员花费12年时间寻找事件的幕后黑手賓·拉登。探员们花费数年努力寻找一位名叫阿布·艾哈迈德（真名为赛义德）的賓·拉登信使，从他的下落确认了賓·拉登的藏身之所，最终美國海軍海豹突擊隊第六分隊将賓·拉登击毙。

## 角色
中央情報局（CIA）
- 潔西卡·崔絲坦 飾演 Maya，CIA情报分析员
- 積遜·格爾 飾演 Dan
- 珍妮佛·艾爾 飾演 Jessica，CIA情報分析員
- 馬克·史壯 飾演 George，CIA高级主管
- 凱爾·錢德勒 飾演 Joseph Bradley，伊斯兰堡站的CIA主管
- 詹姆士·甘多費尼 飾演 CIA局長
- 哈羅·佩里紐 飾演 Jack，CIA分析員
- 馬克·杜普拉斯 飾演 Steve，CIA分析員
- 費德烈克·賴恩（英语：Fredric Lehne） 飾演 'The Wolf'
- 約翰·巴洛曼 飾演 Jeremy
- 傑西·科林斯（英语：Jessie Collins） 飾演 Debbie
- 艾格·拉米瑞茲 飾演 Larry，CIA特別行動科特工人員
- 法瑞斯·法瑞斯 飾演 Hakim，CIA特別行動科特工人員
- 史考特·艾金斯 飾演 John，CIA特別行動科特工人員

美國海軍（US Navy）
- 喬爾·埃哲頓 飾演 Patrick，海豹六隊領隊
- 克里斯·普瑞特 飾演 Justin，海豹六隊成员
- 卡兰·穆尔韦 飾演 Saber，海豹六隊成員
- 泰勒·金尼 飾演 Jared，海豹六隊成員
- 麥克·寇特 飾演 Mike，海豹六隊成員
- 法蘭克·葛里盧 飾演 海豹六隊指揮官
- 克里斯多福·史丹利（英语：Christopher Stanley） 飾演 海軍中將比爾·麥克雷文

其他
- 斯蒂芬·迪蘭 飾演 總統國家安全事務助理
- 馬克·瓦雷 飾演 C-130運輸機飛行員
- 赫達·卡特伯（英语：Reda Kateb） 飾演 Ammar（英语：Ammar al-Baluchi）
- 赫梅庸·爾沙地（英语：Homayoun Ershadi） 飾演 哈桑·古爾（英语：Hassan Ghul）
- Yoav Levi 飾演 Abu Faraj al-Libbi（英语：Abu Faraj al-Libbi）
- Ricky Sekhon（英语：Ricky Sekhon） 飾演 奧薩馬·本·拉登

## 制作
电影拍摄于印度北部城市昌迪加尔，以及巴基斯坦的拉合尔与阿伯塔巴德（拉登于2011年5月在此被杀）。

## 评价
首映后获得极大好评，《好莱坞报道》给满分，称“堪称一步一个脚印，坚实又力量充沛地拍了整个事件，令人震撼”。《时代杂志》也给满分，认为“不仅具有纪录片风格的犀利和真实，同时也有剧情片的剧力万钧”。《综艺》给出90分，认为比《拆弹部队》更有野心。
正式公映后媒体综评高达95分，《华尔街日报》、《纽约邮报》、《洛杉矶时报》、《乡村之音》、《A.V》俱乐部、《纽约时报》、《滚石》、《Salon.com》、《纽约Time Out》、《纽约杂志》、《娱乐周刊》、《卫报》、《好莱坞报道者》、《时代周刊》多家媒体给出满分，更是专业影评网站Metacritic2012年度评分最高作品；烂番茄新鲜度94%。
影片被《时代周刊》列为年度十佳电影之一。

## 票房
美国扩映后以2443万美圆的成绩登顶；美国和加拿大累计9572万，其他地区收获3710万，全球票房为1.38亿。
| 上一届： 《德州電鋸殺人狂 3D》 | 2013年美國週末票房冠軍 第2周 | 下一届： 《母侵》 |

## 奖项
第77届纽约影评人协会奖
- 最佳影片
- 最佳导演
- 最佳摄影

美国国家评论协会奖
- 最佳影片
- 最佳导演
- 最佳女主角

第一届波士顿在线影评人协会奖
- 最佳影片
- 最佳导演
- 最佳女主角：杰西卡·查斯坦
- 最佳剪辑

芝加哥影评人协会奖
- 最佳影片
- 最佳导演
- 最佳原创剧本
- 最佳女主角
- 最佳剪辑

旧金山影评人协会奖
- 最佳导演
- 最佳原创剧本

黑色影评人协会奖
- 最佳影片
- 最佳导演
- 最佳女主角

第70届金球奖
- 最佳剧情片提名
- 最佳导演提名
- 最佳编剧提名：马克·鲍尔
- 剧情类最佳女主角奖

第66届英国电影学院奖5项提名
- 最佳影片
- 最佳导演
- 最佳原创剧本
- 最佳女主角
- 最佳剪辑：Dylan Tichenor、William Goldenberg

第85届奥斯卡金像奖
- 最佳影片提名
- 最佳原创剧本提名
- 最佳女主角提名
- 最佳剪辑提名
- 最佳音效剪辑：保羅·N·J·奧圖遜